# Fegimanra
 (mars 2025).
Si vous disposez d'ouvrages ou d'articles de référence ou si vous connaissez des sites web de qualité traitant du thème abordé ici, merci de compléter l'article en donnant les références utiles à sa vérifiabilité et en les liant à la section « Notes et références ».
 (mars 2025).
La mise en forme du texte ne suit pas les recommandations de Wikipédia : il faut le « wikifier ».
Les points d'amélioration suivants sont les cas les plus fréquents :
- Les titres sont pré-formatés par le logiciel. Ils ne sont ni en capitales, ni en gras.
- Le texte ne doit pas être écrit en capitales (les noms de famille non plus), ni en gras, ni en italique, ni en « petit »…
- Le gras n'est utilisé que pour surligner le titre de l'article dans l'introduction, une seule fois.
- L'italique est rarement utilisé : mots en langue étrangère, titres d'œuvres, noms de bateaux, etc.
- Les citations ne sont pas en italique mais en corps de texte normal. Elles sont entourées par des guillemets français : « et ».
- Les listes à puces sont à éviter, des paragraphes rédigés étant largement préférés. Les tableaux sont à réserver à la présentation de données structurées (résultats, etc.).
- Les appels de note de bas de page (petits chiffres en exposant, introduits par l'outil «  Source ») sont à placer entre la fin de phrase et le point final[comme ça].
- Les liens internes (vers d'autres articles de Wikipédia) sont à choisir avec parcimonie. Créez des liens vers des articles approfondissant le sujet. Les termes génériques sans rapport avec le sujet sont à éviter, ainsi que les répétitions de liens vers un même terme.
- Les liens externes sont à placer uniquement dans une section « Liens externes », à la fin de l'article. Ces liens sont à choisir avec parcimonie suivant les règles définies. Si un lien sert de source à l'article, son insertion dans le texte est à faire par les notes de bas de page.
- La présentation des références doit suivre les conventions bibliographiques. Il est recommandé d'utiliser les modèles {{Ouvrage}}, {{Chapitre}}, {{Article}}, {{Lien web}} et/ou {{Bibliographie}}. Le mode d'édition visuel peut mettre en forme automatiquement les références.
- Insérer une infobox (cadre d'informations à droite) n'est pas obligatoire pour parachever la mise en page.

Pour une aide détaillée, merci de consulter Aide:Wikification.
Si vous pensez que ces points ont été résolus, vous pouvez retirer ce bandeau et améliorer la mise en forme d'un autre article.
 (mars 2025).
Fegimanra est un genre de petit arbre originaires des régions tropicales d'Afrique de l'Ouest et du Centre-Ouest. Il appartient à la famille des Anacardiaceae, qui comprend également les anacardiers et les sumacs.

## Caractéristiques physiques
Les différentes espèces de Fegimanra  sont généralement des abres de taille moyenne ou des arbustes. Leurs feuilles simples, à bord lisse, poussent en touffes au bout des branches. L'inflorescence est sous forme de panicules au sommet des branches, les fleurs sont unisexuées et chaque individu a uniquement des fleurs du même sexe, c'est donc une espèces dioïque. Les fleurs sont constituées de 4 pétales légèrement poilus ainsi que d'un calice soudé en lobes imbriqués. Les fleurs mâles possèdent une seule étamine avec une anthère s’ouvrant par des fentes longitudinales. Les fleurs femelles ont un ovaire à une seule loge et un seul ovule, avec un style unique et un petit staminode. Le fruit contient une seule graine et est partiellement entouré à la base par une cupule charnue formée par le réceptacle.

## Localisation
Les individus du genre Fegimanra se retrouvent exclusivement sur le continent Africain. Chaque espèce est présente sur des zones spécifiques :   
Le fegimanra Africana se retrouve au Gabon et en République du Congo
Le fegimanra afzelli se retrouve en moyenne et basse Guinée, mais également au Liberia et au Sierra Leone.
Le fegimanra acuminatissima se retrouve au Liberia et au Sierra leone.

## Particularité de chaque espèce
Afzelli : Ce sont des arbres de tailles moyennes ou arbustes qui possèdent des fleurs blanches ou rougeâtres. Les fruits sont rouges à maturité.
Acuminatissima :  Les fleurs présentes sur cette espèces sont blanches. Les arbres ou arbustes peuvent atteindre 6 mètres de haut.
Africana : Les arbres de cette espèce peuvent atteindre 25 mètres de hauteur, avec un diamètre de tronc de 40 centimètres. L'écorce du tronc est écailleuse, et les branches sont lisses. Il produit un exsudat blanc rosé. Ses feuilles de forment allongées mesurent près de 35 cm de longueur avec une base étroite et un sommet finement pointu. L'inflorescence peut mesurer jusqu'à 40 cm. Enfin, le fruit est noir brun foncé et a une forme de rein. Il est enveloppé d'un réceptacle orange rouge à maturité.

## Climats et sols
Les différentes espèces de Fegimanra poussent dans des sols bien drainés, souvent sableux ou limoneux, qui permettent une bonne infiltration de l'eau.

## Sources
1. ↑  « wolrd flora online »
2. ↑  « Fegimanra africana »
3. ↑  « Fegimanra afzelli »
4. ↑  « Afzelli »

https://www.worldfloraonline.org/taxon/wfo-0000686200
https://www.worldfloraonline.org/taxon/wfo-4000014647)
https://www.botanicalrealm.com/plant-identification/fegimanra
https://www.jstor.org/stable/3666873?origin=crossref
https://zenodo.org/records/11073959
http://ethnopharmacologia.org/prelude2020/pdf/biblio-hc-32-carriere.pdf